# Gigaspermataceae
Gigaspermaceae is een botanische naam, voor een familie van schimmels. Het is een kleine familie, in de orde Agaricales: de familie telt slechts één geslacht, namelijk Gigasperma.